# 西伯利亚原住民
西伯利亚原住民（俄語：Коренные народы Сибири）是指世代居住在俄羅斯西伯利亞及遠東地區的原住民族群。西伯利亞作為北亞的主體部分，其原住民在俄羅斯征服西伯利亞（16至19世紀）及蘇聯時期（1917–1991年）的人口遷移政策影響下，現今人口結構已由俄羅斯人（西伯利亞俄裔）及其他斯拉夫人主導。不過，原住民族群仍佔西伯利亞總人口約5%（約160萬至180萬人），且數量正緩慢增長。  
根據1926年蘇聯人口普查，西伯利亞北部原住民人口約為12萬人，但20世紀的俄羅斯化政策及強制定居措施，使原住民比例大幅下降。目前，俄羅斯官方將西伯利亞原住民歸類為「北方、西伯利亞和遠東原住民族」（Коренные малочисленные народы Севера, Сибири и Дальнего Востока Российской Федерации），指人口不足5萬、維持傳統生活方式並居住於祖先領地的少數民族。  
西伯利亞原住民包含多種語系族群，如突厥、蒙古、通古斯及烏拉爾語系的雅庫特人、布里亞特人、鄂溫克人和涅涅茨人等。基因研究顯示，部分西伯利亞原住民與美洲原住民有密切關聯，例如古代古西伯利亞人（Ancient Paleo-Siberians）的DNA與美洲原住民高度相似，後者約三分之二的祖先可追溯至這一群體。  
自16世紀俄羅斯擴張以來，原住民社會逐漸受到殖民政策影響，包括土地掠奪、強制同化及經濟剝削。20世紀初，部分地區如科米共和國的科米人仍佔當地人口94%，但蘇聯時期的工業化、集體化及斯拉夫移民潮使原住民淪為少數。蘇聯政府強制推行定居政策，並將傳統經濟（如馴鹿牧養及狩獵）納入國家控制，導致原住民失業率、酗酒問題及傳染病加劇。此外，史達林時期的大清洗及遠東華人強制流配等政策亦波及朝鮮族等族群。  
當代西伯利亞原住民面臨全球化及自然資源開發的威脅，如森林大火與工業擴張破壞其生存環境。儘管俄羅斯法律承認原住民權益，但實際保護不足，使其在政治與經濟層面處於弱勢。近年部分原住民推動文化復興運動，並爭取更大自治權利。

## 民族
- 烏戈爾人
  - 汉特人
  - 曼西人
- 萨莫耶德人
  - 涅涅茨人
  - 埃涅茨人
  - 塞爾庫普人
  - 恩加纳桑人
- 尤卡吉尔人
- 凯特人
- 突厥語族群
  - 雅庫特人
  - 多尔干人
  - 阿尔泰人
  - 哈卡斯人
  - 图瓦人
  - 圖哈人
  - 索尔人
  - 托法人
  - 庫曼丁人
  - 切爾干人
  - 圖巴拉爾人
  - 楚利姆鞑靼人
  - 西伯利亚鞑靼人
- 蒙古語族群
  - 布里亚特人
  - 哈米尼幹
  - 索尤特人
- 通古斯民族
  - 鄂温人
  - 鄂溫克人
  - 涅吉达尔人
  - 鄂罗克人
  - 乌尔奇人
  - 乌德赫人
  - 奧羅奇人
  - 那乃人
- 阿伊努人
- 尼夫赫人
- 楚科奇-堪察加语系
  - 楚科奇人
  - 科里亚克族
  - 阿留特族
  - 克列克族
  - 伊捷尔缅族

## 圖片

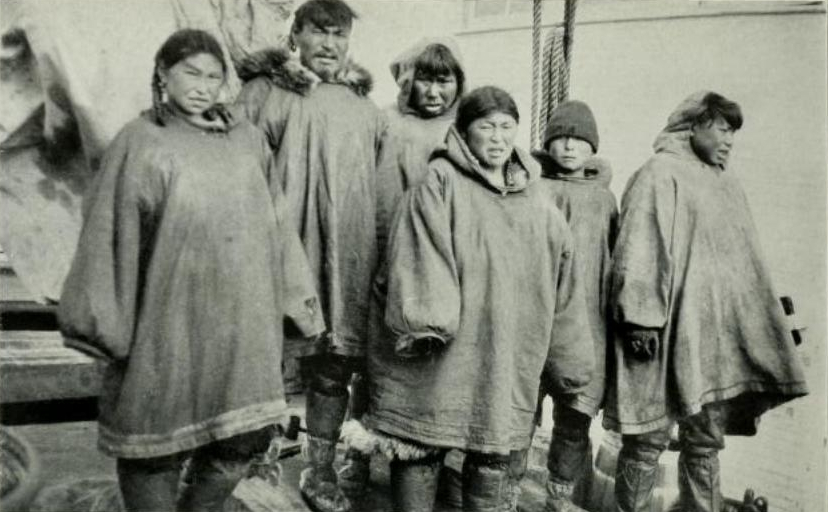
1913年楚科奇人
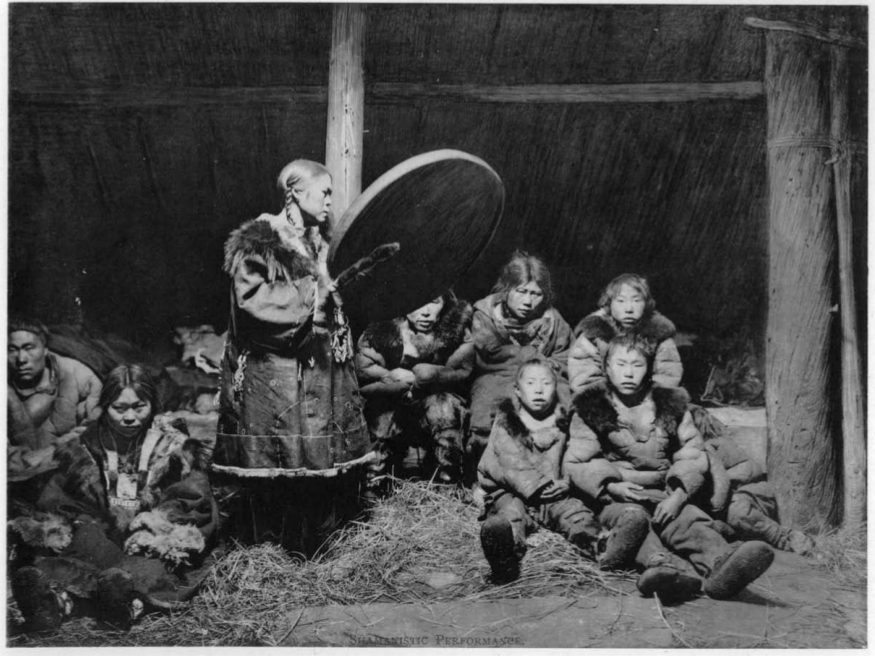
舊日科里亞克族
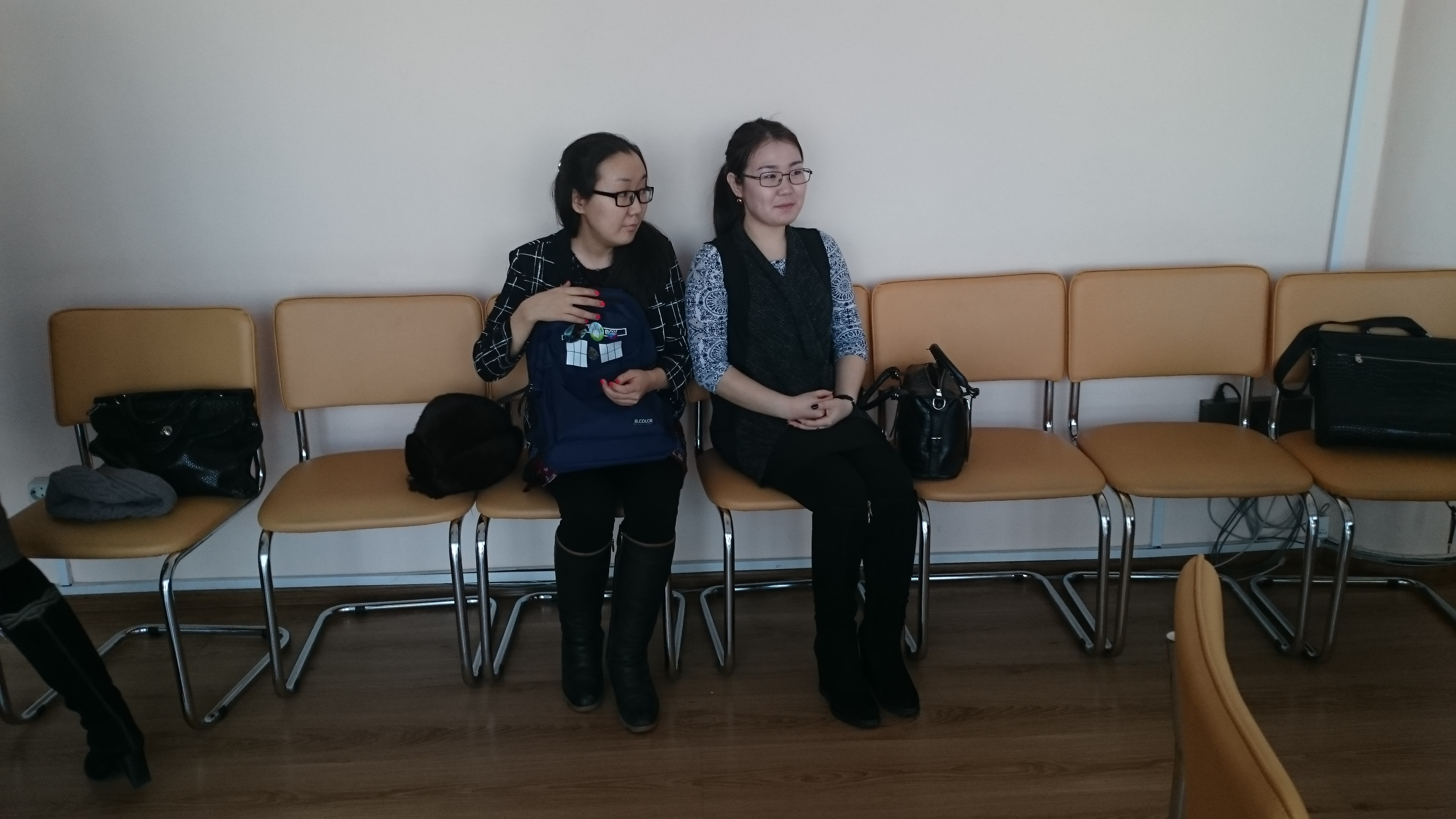
尤卡吉爾女子